# 成東站
成東站（日语：／ Narutō eki */?）是一個位於日本千葉縣山武市津邊，屬於東日本旅客鐵道（JR東日本）的鐵路車站。此站是山武市的總站。
總武本線是此站的所屬線，另加以此站為終點的東金線共2條路線停靠。

## 車站構造
站舍接鄰側式月台1面1線，其後方為島式月台1面2線。而側式月台為切欠式月台，共2面4線的地面車站。各月台以跨線天橋聯絡，兩端（側式月台側與島式月台側）為了無障礙通行而各設置1座升降機。此跨線天橋於2012年設置，以前使用的跨線天橋已拆去。

### 月台配置
| 月台    | 路線      | 方向 | 目的地         | 備註            |
| ------- | --------- | ---- | -------------- | --------------- |
| 0       | ■東金線   | 上行 | 東金、大網方向 | 一部分為3號月台 |
| 1、2、3 | ■總武本線 | 上行 | 千葉方向       |                 |
| 1、2、3 | ■總武本線 | 下行 | 銚子方向       |                 |

（來源：JR東日本:車站構內圖 （页面存档备份，存于））

## 使用情況
2019年（令和元年）度1日平均上車人次為2,783人。
近年1日平均上車人次推移如下表。
| 年度               | 1日平均 上車人次 | 來源     |
| ------------------ | ---------------- | -------- |
| 1990年（平成02年） | 3,206            | [ * 1 ]  |
| 1991年（平成03年） | 3,419            | [ * 2 ]  |
| 1992年（平成04年） | 3,560            | [ * 3 ]  |
| 1993年（平成05年） | 3,573            | [ * 4 ]  |
| 1994年（平成06年） | 3,484            | [ * 5 ]  |
| 1995年（平成07年） | 3,528            | [ * 6 ]  |
| 1996年（平成08年） | 3,503            | [ * 7 ]  |
| 1997年（平成09年） | 3,444            | [ * 8 ]  |
| 1998年（平成10年） | 3,340            | [ * 9 ]  |
| 1999年（平成11年） | 3,283            | [ * 10 ] |
| 2000年（平成12年） | 3,250            | [ * 11 ] |
| 2001年（平成13年） | 3,313            | [ * 12 ] |
| 2002年（平成14年） | 3,251            | [ * 13 ] |
| 2003年（平成15年） | 3,228            | [ * 14 ] |
| 2004年（平成16年） | 3,141            | [ * 15 ] |
| 2005年（平成17年） | 3,128            | [ * 16 ] |
| 2006年（平成18年） | 3,152            | [ * 17 ] |
| 2007年（平成19年） | 3,105            | [ * 18 ] |
| 2008年（平成20年） | 3,065            | [ * 19 ] |
| 2009年（平成21年） | 2,973            | [ * 20 ] |
| 2010年（平成22年） | 2,943            | [ * 21 ] |
| 2011年（平成23年） | 2,903            | [ * 22 ] |
| 2012年（平成24年） | 2,956            | [ * 23 ] |
| 2013年（平成25年） | 2,954            | [ * 24 ] |
| 2014年（平成26年） | 2,829            | [ * 25 ] |
| 2015年（平成27年） | 2,890            | [ * 26 ] |
| 2016年（平成28年） | 2,890            | [ * 27 ] |
| 2017年（平成29年） | 2,892            | [ * 28 ] |
| 2018年（平成30年） | 2,846            |          |
| 2019年（令和元年） | 2,783            |          |

## 相鄰車站
※特急「潮騷」的相鄰停靠站參見列車條目。
東日本旅客鐵道（JR東日本）
■總武本線
■快速（只限上行1班運行）
八街 ← 成東
■普通（各站停車）
日向－成東－松尾
■東金線
■通勤快速、■快速（以上在東金線內各站停車）、■普通（各站停車）
求名－成東

### 使用情況
1. ↑  千葉県統計年鑑 （页面存档备份，存于） - 千葉県

JR東日本2000年度以後上車人次
1. ↑  各駅の乗車人員（2000年度） （页面存档备份，存于） - JR東日本
2. ↑  各駅の乗車人員（2001年度） （页面存档备份，存于） - JR東日本
3. ↑  各駅の乗車人員（2002年度） （页面存档备份，存于） - JR東日本
4. ↑  各駅の乗車人員（2003年度） （页面存档备份，存于） - JR東日本
5. ↑  各駅の乗車人員（2004年度） （页面存档备份，存于） - JR東日本
6. ↑  各駅の乗車人員（2005年度） （页面存档备份，存于） - JR東日本
7. ↑  各駅の乗車人員（2006年度） （页面存档备份，存于） - JR東日本
8. ↑  各駅の乗車人員（2007年度） （页面存档备份，存于） - JR東日本
9. ↑  各駅の乗車人員（2008年度） （页面存档备份，存于） - JR東日本
10. ↑  各駅の乗車人員（2009年度） （页面存档备份，存于） - JR東日本
11. ↑  各駅の乗車人員（2010年度） （页面存档备份，存于） - JR東日本
12. ↑  各駅の乗車人員（2011年度） （页面存档备份，存于） - JR東日本
13. ↑  各駅の乗車人員（2012年度） （页面存档备份，存于） - JR東日本
14. ↑  各駅の乗車人員（2013年度） （页面存档备份，存于） - JR東日本
15. ↑  各駅の乗車人員（2014年度） （页面存档备份，存于） - JR東日本
16. ↑  各駅の乗車人員（2015年度） （页面存档备份，存于） - JR東日本
17. ↑  各駅の乗車人員（2016年度） （页面存档备份，存于） - JR東日本
18. ↑  各駅の乗車人員（2017年度） （页面存档备份，存于） - JR東日本
19. ↑  各駅の乗車人員（2018年度） （页面存档备份，存于） - JR東日本
20. ↑  各駅の乗車人員（2019年度） （页面存档备份，存于） - JR東日本

千葉縣統計年鑑
1. ↑  .   [2020-05-15]. （原始内容存档于2020-01-08）.
2. ↑  .   [2020-05-15]. （原始内容存档于2020-01-08）.
3. ↑  .   [2020-05-15]. （原始内容存档于2020-01-08）.
4. ↑  .   [2020-05-15]. （原始内容存档于2020-01-08）.
5. ↑  .   [2020-05-15]. （原始内容存档于2020-01-08）.
6. ↑  .   [2020-05-15]. （原始内容存档于2020-01-08）.
7. ↑  .   [2020-05-15]. （原始内容存档于2020-01-08）.
8. ↑  .   [2020-05-15]. （原始内容存档于2020-01-08）.
9. ↑  .   [2020-05-15]. （原始内容存档于2020-01-08）.
10. ↑  .   [2020-05-15]. （原始内容存档于2020-11-21）.
11. ↑  .   [2020-05-15]. （原始内容存档于2020-11-21）.
12. ↑  .   [2020-05-15]. （原始内容存档于2020-01-08）.
13. ↑  .   [2020-05-15]. （原始内容存档于2020-01-08）.
14. ↑  .   [2020-05-15]. （原始内容存档于2020-01-08）.
15. ↑  .   [2020-05-15]. （原始内容存档于2020-01-08）.
16. ↑  .   [2020-05-15]. （原始内容存档于2020-01-08）.
17. ↑  .   [2020-05-15]. （原始内容存档于2020-01-08）.
18. ↑  .   [2020-05-15]. （原始内容存档于2020-01-08）.
19. ↑  .   [2020-05-15]. （原始内容存档于2020-04-24）.
20. ↑  .   [2020-05-15]. （原始内容存档于2020-04-24）.
21. ↑  .   [2020-05-15]. （原始内容存档于2020-04-24）.
22. ↑  .   [2020-05-15]. （原始内容存档于2020-04-24）.
23. ↑  .   [2020-05-15]. （原始内容存档于2020-04-24）.
24. ↑  .   [2020-05-15]. （原始内容存档于2020-04-24）.
25. ↑  .   [2020-05-15]. （原始内容存档于2020-04-24）.
26. ↑  .   [2020-05-15]. （原始内容存档于2017-08-11）.
27. ↑  .   [2020-05-15]. （原始内容存档于2020-04-24）.
28. ↑  .   [2020-05-15]. （原始内容存档于2020-04-24）.

## 外部連結
- 車站資訊（成東）：東日本旅客鐵道